# Podiebrad (Adelsgeschlecht)

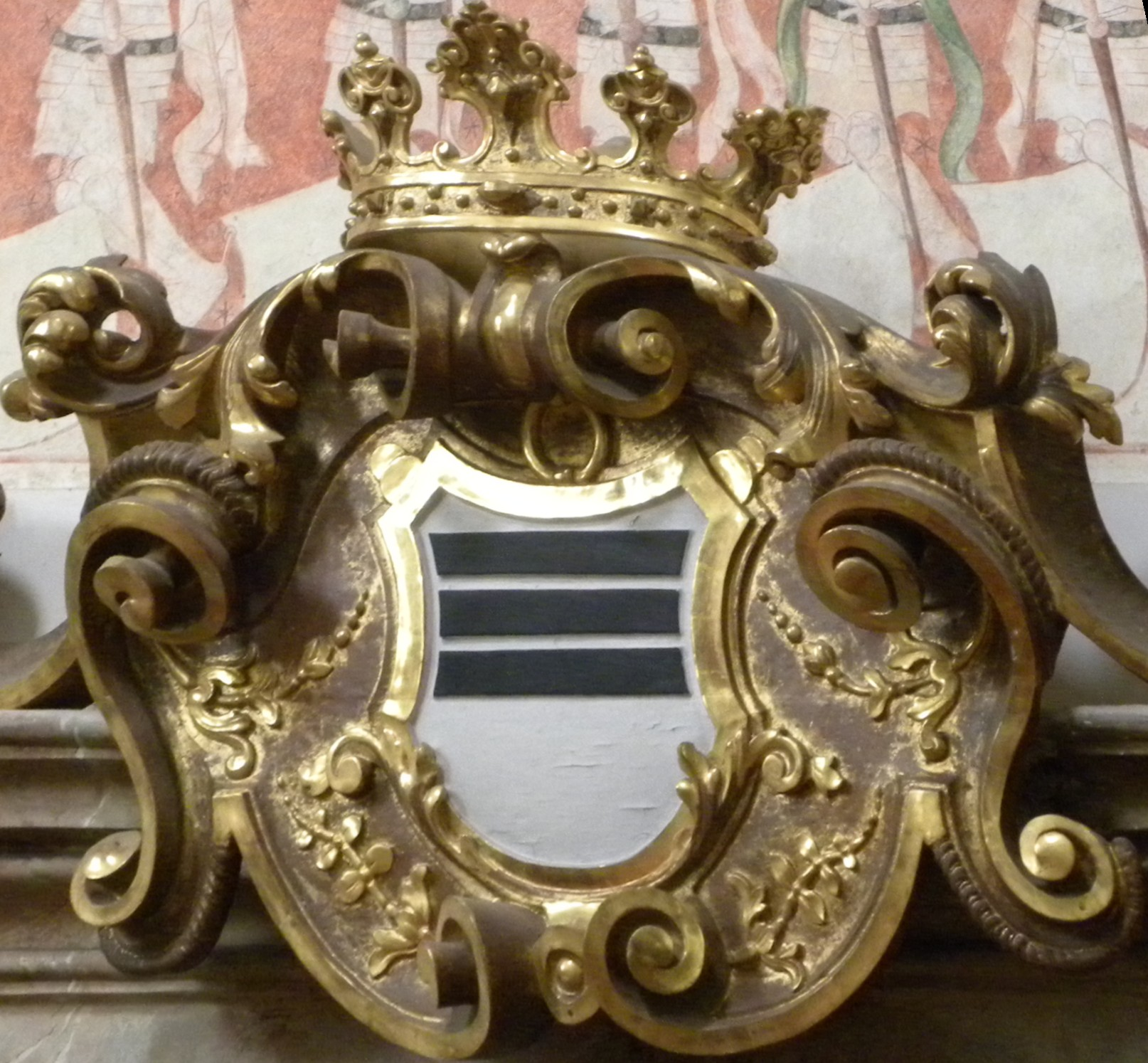
Wappen des Hauses von Kunstadt und Podiebrad

Das böhmische Adelsgeschlecht von Podiebrad (tschechisch páni z Poděbrad) entstammte den Herren von Kunstadt. Nachdem der Kunstädter Boček († 1373) durch Heirat an die Herrschaft Podiebrad gelangte, nannte er sich als erster „von Kunstadt und Podiebrad“. Das bekannteste Mitglied des Podiebrader Familienzweigs war der böhmische König Georg von Podiebrad, dessen Söhne zu Reichsgrafen und Grafen von Glatz erhoben wurden. Sie begründeten den schlesischen Familienzweig der Herzöge von Münsterberg (tschechisch Knížata z Minsterberka).

## Geschichte
Mitglieder des Podiebrader bzw. Münsterberger Familienzweigs gehörten im 14. bis 17. Jahrhundert zu den bedeutendsten politischen Persönlichkeiten im Königreich Böhmen. Zu ihren Besitzungen gehörten zunächst u. a. Podiebrad in Mittelböhmen sowie die ostböhmischen Herrschaften Litice, Nachod, Hummel, Gebietsteile des ehemaligen Klosters Opatowitz und Pardubitz.
Nach dem Tod des Glatzer Pfandherrn Hynek Kruschina von Lichtenburg 1454 erwarb Georg von Podiebrad aufgrund eines Vorvertrages die meisten der von Hynek hinterlassenen Besitzungen. Dadurch gelangte er an das sogenannte Častolowitzer Erbe, zu dem auch das Glatzer Land gehörte, das er 1459 zu einer Grafschaft erhob. Mit dem Erwerb des Herzogtums Münsterberg 1456 gelang ihm die Einflussnahme in Schlesien, das für seine Nachkommen eine politische und wirtschaftliche Basis bildete. Sie begründeten als Herzöge von Münsterberg, Oels, Bernstadt und Troppau den schlesischen Familienzweig der Podiebrader (tschechisch páni z Poděbrad a Minsterberka, auch Poděbradové z Minsterberka bzw. Minsterberkové). Zudem führten sie den Titel eines Grafen von Glatz. Auch nach dem Verlust des Herzogtums Münsterberg und dem Verkauf der Grafschaft Glatz 1501 an ihren späteren Schwager Ulrich von Hardegg titulierten sie
als Herzöge von Münsterberg und Grafen von Glatz. Herzog Karl II. (Münsterberg-Oels), der das Amt des schlesischen Landeshauptmanns bekleidete, gelangte 1570 durch Heirat an die nordmährische Herrschaft Sternberg; 1587 erbte er die Herrschaft Jaispitz in Südmähren.
Mit Herzog Karl Friedrich I. erlosch das Haus Podiebrad im Mannesstamm. Seine Besitzungen fielen zunächst als erledigtes Lehen an die Krone Böhmen. Da Karl Friedrichs I. Tochter Elisabeth Marie von Münsterberg-Oels mit Silvius I. Nimrod (Württemberg-Oels) verheiratet war, erreichte dieser 1648 die lehnsrechtliche Übertragung des Fürstentums Oels an das Haus Württemberg. Die mährische Herrschaft Jaispitz wurde vom Landesherrn eingezogen.

## Genealogie der Linie Podiebrad
- Boček I. von Kunstadt und Podiebrad († 1373), Begründer des Podiebrader Familienzweigs der Herren von Kunstadt.
- Hynek von Kunstadt und Podiebrad († nach 1376), Sohn von Boček I.
- Ješek von Kunstadt und Podiebrad († nach 1393), Sohn von Boček I.
- Boček II. von Kunstadt und Podiebrad († 1417) 1403–1408 Oberstlandschreiber von Böhmen. Dessen Söhne:
  - Jan von Kunstadt und Podiebrad († ~ 1407–1409); durch seine Heirat mit Elisabeth von Wartenberg (Eliška z Vartemberka) gelangte er an die Burgen Kost und Mydlovar sowie an die Herrschaft Kostomlat. Nach dem frühen Tod Jans gingen seine Besitzungen für den Podiebrader Familienzweig verloren.
  - Boček III. von Kunstadt und Podiebrad († 1429), Anhänger der Hussiten
  - Hynek Boček von Kunstadt und Podiebrad († 1426), Hauptmann der ostböhmischen Orebiten.
  - Viktorin von Kunstadt und Podiebrad (1403–1427), Anhänger der Hussiten und Vater von:
    - Georg von Podiebrad (Jiří z Poděbrad) war König von Böhmen. Er vergrößerte sein Besitztum um das Glatzer Land, das er 1459 zu einer Grafschaft erhob, sowie um das schlesische Herzogtum Münsterberg. Nach Georgs Tod 1471 wurden seine Besitzungen 1472 nach einem Erbvertrag auf seine vier Söhne aufgeteilt. Drei von ihnen begründeten als Herzöge von Münsterberg den schlesischen Familienzweig. Zudem führten sie und ihre männlichen Nachkommen den Titel eines Grafen von Glatz

## Genealogie der schlesischen Linie der Herzöge von Münsterberg (Nachkommen Georgs von Podiebrad)
1. Boček IV. von Podiebrad (1442–1496) ältester Sohn Georg von Podiebrads, nach seiner Titulatur letztes Mitglied des Adelsgeschlechts von Podiebrad
2. Viktorin (Münsterberg und Troppau) (1443–1500), seit 1459 Reichsfürst und Herzog von Münsterberg sowie Graf von Glatz; 1465–1485 Herzog von Troppau
  1. Johanna († 1496), verheiratet mit Herzog Kazimir II. von Teschen
  2. Bartholomäus († 1515), Herzog von Münsterberg und Graf von Glatz
  3. Laurentius/Vavřinec (1479–1503)
  4. Magdalena Eufemie († 1497), Äbtissin von Trebnitz
  5. Ursula/Voršila († 1534 in Königsberg)
  6. Apolonia († 1529 in Königsberg), verheiratet mit Erhard von Queis, Bischof von Pomesanien
3. Barbara († nach 1469), verheiratet in erster Ehe mit Heinrich/Jindřich von Leipa, in zweiter Ehe mit Jan Křinecký von Ronov
4. Heinrich d. Ä. (1448–1498), seit 1462 Reichsfürst, Herzog von Münsterberg und Graf von Glatz
  1. Albrecht I. (Münsterberg-Oels) (1468–1511), Herzog von Münsterberg und Oels, Graf von Glatz
    1. Ursula/Uršula (1497–1545), verheiratet mit Heinrich/Jindřich Švihovský von Riesenburg

  2. Georg I. (Münsterberg-Oels) (1470–1502), Herzog von Münsterberg und Oels, Graf von Glatz
    1. Heinrich//Jindřich (*/† 1490)

  3. Margarethe (1473–1530)
  4. Karl I. (Münsterberg-Oels) (1476–1536), Herzog von Münsterberg und Oels, Graf von Glatz
    1. Anna (* 1499 in Glatz, † 1504 in Wohlau)
    2. Katharina (* 1500 in Glatz, † 1507 in Strehlen)
    3. Margarethe (* 1501 in Oels, † 1551 in Budin), verheiratet mit Jan Zajíc von Hasenburg
    4. Joachim (Münsterberg-Oels) (1503–1562), Herzog von Münsterberg und Oels, Bischof von Brandenburg
    5. Kunigunde/Kunhuta (1504–1532), verheiratet mit Christoph Černohorsky von Boskowitz
    6. Ursula (1505–1539), verheiratet mit Hieronymus/Jeroným von Bieberstein
    7. Heinrich II. (Münsterberg-Oels) (1507–1548), Herzog von Münsterberg, Oels und Bernstadt, Graf von Glatz
      1. Anna (1539–1568)
      2. Salomena (1540–1567), verheiratet mit Georg von Thurn und Valsassina
      3. Heinrich III. von Bernstadt (1542–1587), Herzog von Münsterberg und Bernstadt, Graf von Glatz
      4. Karl (*/† 1543)
      5. Karl II. (Münsterberg-Oels) (1545–1617), Herzog von Münsterberg und Oels, Graf von Glatz; erlangte durch Heirat 1570 die nordmährische Herrschaft Šternberk; 1587 erbte er die südmährische Herrschaft Jaispitz
        1. Heinrich Wenzel d. Ä., (* 1575 in Šternberk, † 1591 in Rom)
        2. Margareta Magdalena (* 1578 in Šternberk, † 1578 in Šternberk)
        3. Georg (* 1587 in Oels; † 1587 in Oels)
        4. Karl (* 1590 in Oels; † 1590 in Oels)
        5. Heinrich Wenzel d. J. (1592–1639)
          1. Anna Elisabeth (* 1637 in Bernstadt, † 1642 in Breslau)

        6. Karl Friedrich I. (Oels) (1593–1647); mit ihm endete die Ära des Hauses Podiebrad in Oels im Mannesstamm.
          1. Elisabeth Marie von Münsterberg-Oels (1625–1686), letzte Herzogin aus dem Hause Münsterberg.

        7. Barbara Margarethe (* 1595 in Oels, † 1652 in Oels)
        8. Georg Joachim (* 1597 in Oels, † 1598 in Oels)
        9. Elisabeth Magdalena (1599–1631) verheiratet mit Georg Rudolf von Liegnitz
        10. Sophie Katharina (* 1601 in Oels, † 1659 in Brieg), verheiratet mit Georg III. von Liegnitz (1611–1664)

      6. Katharina (* 1548 in Bernstadt, † 1579 in Oels), verheiratet mit Georg von Berka von Dubá (Jiří Berka z Dubé)

    8. Hedwig (1508–1531), heiratete 1525 Georg von Brandenburg-Ansbach
    9. Johann (Münsterberg-Oels) (1509–1565), Herzog von Münsterberg und Oels, Graf von Glatz
      1. Karl Christoph (Münsterberg) (1545–1569), Herzog von Münsterberg und Oels, Graf von Glatz

    10. Georg II. (Münsterberg-Oels) (1512–1553), Herzog von Münsterberg und Oels, Graf von Glatz

  5. Magdalena (* 1482 in Glatz; † 1513 in Oels)
  6. Sidonie/Zdena (* 1483 in Glatz; † 1522 ebenda), ⚭ 1515 Ulrich von Hardegg
5. Katharina von Podiebrad (1449–1464), verheiratet mit dem ungarischen König Matthias Corvinus
6. Sidonie/Zdena (1449–1510), verheiratet mit dem sächsischen Herzog Albrecht dem Beherzten
7. Heinrich der Jüngere (Münsterberg) (1452–1492), seit 1462 Reichsgraf, Herzog von Münsterberg und Graf von Glatz
  1. Anna (* 1470 in Litice; † 1517 in Neuhaus), verheiratet mit Heinrich IV. von Neuhaus
  2. Friedrich/Bedřich († nach 1492), außerehelicher Sohn
8. Friedrich/Bedřich (1453/54–1459)
9. Georg/Jiří (1454/55–1459/62)
10. Ludmilla von Podiebrad (1456–1503), verheiratet mit Friedrich I. von Liegnitz
11. Jan (1456–1459)